# ماي أزانجو
ماي أزانجو Mae Azango صحفية ليبيرية تعمل لصالح جريدة فرونت بيج أفريكا FrontPage Africa. عرفت ماي بسبب تقاريرها عن ختان الإناث التي ساعدت على قف هذه الممارسة في ليبيريا. وفي عام 2012 أهديت جائزة حرية الصحافة الدولية من لجنة حماية الصحفيين.

## النشأة
ماي هي ابنة روبرت أزانجو الذي كان يعمل قاضيا بالمحكمة العليا في ليبيريا. عام 1990، في خلال الحرب الأهلية الأولى في ليبيريا، تم جره من منزله وضربه من ظاعضاء الجبهة الوطنية الثورية في ليبيريا، تشارلز تايلور، أثناء تناوله الإفطار مع أسرته حيث توفى لاحقافي السجن متأثرا بجراحه. 
أنجبت ماي طفلها الأول في الثامنة عشر من عمرها أثناء الحرب الأولى وقد أجبرت على أن تقوم القابلة بتوليدها. ذكرت ماي أن القابلة قامت بضربها أثناء عملية الولادة واتهمتها بأنها زانية. أصبحت ماي لاجئة فيما بعد.

## الصحافة
عادت ماي إلى ليبيريا عام 2002 وعملت كصحفية. شملت تقاريرها مواضيع مختلفة منها الإجهاض، والعمل غير القانوني في حفر المناجم، والاغتصاب، وحمل المراهقات، وظرف العمل في مشاريع أقيمت في ليبيريا مولها الحاكم الليبي معمر القذافي. في عام 2011 سجلت قيام ضابط شرطة باغتصاب طفلة في الثالثة عشر من عمرها مما أدى إلى القبض عليه لاحقا.

## الكتابة عن ختان الإناث
عرفت أزانجو لكتاباتها عن ختان الإناث، وهي ممارسة تقليدية يتم فيها بتر البظر وجزء من الصغيرين من قبل أعضاء جماعة ساندي السرية بطرق عادة ما تكون غير صحية. يقدر عدد النساء في ليبيريا اللاتي تعرضن للختان بحوالي 58%. كتبت أزانجو أول قصة لها عن هذا الموضوع عام 2010، ولكي تشرح سبب كتابتها في هذا الموضوع المحظور قالت «الكثير من الناس لا صوت لهم، إن لم أكتب عنهم فكيف سيعرف الناس عنهم؟»
في الثامن من مارس عام 2012 - يوم المرأة العالمي - نشرت قصة في صحيفة فرونت بيج أفريكا عن امرأة أمسكت بها خمسة نساء أخريات أثناء بتر بظرها في تفصيل شديد للقصة التي تعتبرها جماعة ساندي سرية. تلقت الصحيفة يوم نشر القصة الكثير من التهدبدات حتى أن محررة أزانجو (وايد ويليامز - Wade Williams) اتصلت بها تنصحها بالاختباء. من ضمن التهديدات كان تهديدا لأزانجو (بالخطف والقطع). وبعد أن فشلت الشرطة المحلية في أخذ رد فعل ضد هذه التهديدات، اضطرت أزانجو إلى الاختباء مرسة ابنتها لتعيش مع أحد أقاربها.
قامت لجنة حماية الصحفيين (CPJ)، وهي منظمة صحفية أمريكية غير حكومية، بمطالبة الرئيس الليبيري (إلين جونسون سيرليف - Ellen Johnson Sirleaf) بتوفير الحماية والأمان لأزانجو. باللإضافة إلى عدد من المنظمات مثل منظمة العفو الدولية ومراسلون بلا حدود وقسم الصحافة بجامعة كولومبيا والاتحاد الدولي للصحفيين بإصدار بيانات مؤيدة لأزانجو. كما أذاعت (تيتي جبرو - Tetee Gebro) من المحطة الإذاعية الليبرية سكاي إف أم نسخة من قصة أزانجو كنوع من أنواع المؤازرة.
قبل نهاية الشهر، جزء من الأسباب يرجع إلى الضغط المحلي والدولي نتيجة للحادث، أعلنت حكومة سيرليف عن موافقتها للزعماء التقليديين على إلغاء ممارسة ختان الإناث رسميا. كانت هذه هي المرة الأولى التي ينتقد فيها علنا سياسيون ليبيريون لهذه الممارسة.

## الجوائز
عام 2011، حصلت أزانجو على منحة من مركز بوليتزر الأمريكا لمراسلات الكوارث من أجل مراسلاتها المحكية لخدمة الإنسانية والصحافة التنموية.
وعقب نهاية الجدل الواقع بسبب حادثة الختان، فازت أزانجو بالجائزة الدولية لحرية الصحافة، وهي الجائزة التي تمنح للصحفيين نظرا لشجاعتهم في الدفاع عن حرية الصحافة رغم تعرضهم للتهديد أو الاعتداء أو الحبس.
كما فازت عام 2012 بإحدى الجوائز الدولية لحرية الصحافة المقدمة من رابطة الصحفيين الكنديين للتعبير الحر.